# Ved Buens Ende
Ved Buens Ende (eigene Schreibweise: Ved Buens Ende....., etwa: ‚Am Ende des Regenbogens‘) war eine norwegische experimentelle Metal-Band, die im Jahr 1994 gegründet wurde.

## Bandgeschichte
Die Gründungsmitglieder waren bereits im Umfeld der norwegischen Black-Metal-Szene aktiv, so hatte Aggressor bei Satyricon und Ulver gespielt, Vicotnik gründete 1994 Dødheimsgard, Skoll war zu dieser Zeit Bassist bei Ulver und Fimbulwinter. Nach dem Demo Those Who Caress the Pale wurde Diamanda von Misanthropy Records durch einen Freund aus Norwegen, den sie gerade besuchte, auf Ved Buens Ende aufmerksam und nahm sie unter Vertrag. Über das Label erschien 1995 das Album Written in Waters. Die Gastsängerin Lill Katherine Stensrud war auch auf Ulvers Debütalbum Bergtatt – Et Eeventyr i 5 Capitler zu hören. Es folgten Auftritte mit Impaled Nazarene in Großbritannien, Simen Hestnæs und Steinar Sverd Johnsen gehörten zur Live-Besetzung.
Trotz guter Kritiken löste sich die Band 1997 zunächst auf. Demo und Debütalbum wurden 1997 beziehungsweise 2002 mit anderem Artwork neu aufgelegt. Aggressor, nun auch Czral genannt, blieb vor allem bei Aura Noir aktiv und gründete im Jahr 2000 Virus, die in der Tradition von Ved Buens Ende standen. Nachdem er sich von einem Fenstersturz im März 2005, seit dem seine Füße gelähmt sind, erholt hatte, versuchte er im April 2006 Ved Buens Ende neu zu formieren. Einar „Necrodevil“ Sjursø von Infernö sollte Czral als Schlagzeuger ablösen, vorübergehend war Petter „Plenum“ Berntsen von Virus neuer Bassist, Bjørn Boge sollte dann aber Studiobassist werden. Es wurden Aufnahmen für ein neues Album angekündigt, doch im Januar 2007 machte die Band ihre Auflösung bekannt.
Nach einer weiteren Neuauflage des Albums absolvierte die Band 2019 (mit Eide, Parvez, Mingay und dem Schlagzeuger Øyvind Myrvoll) einige Festivalauftritte.

## Stil
Die Musik von Ved Buens Ende verbindet Black-Metal-Einflüsse mit Aspekten aus dem Post-Rock, Crooning und jazz-beeinflusstem Schlagzeug- und Bassspiel. Die Band hat laut Vercingentórixa, Herausgeberin des Rites of Eleusis, „eine einzigartige Art, schaurige, avantgardistische, nostalgische Musik mit poetischen/astralen Texten“ zu schreiben, die aus einer anderen Dimension zu stammen schienen. Laut Diamanda von Misanthropy Records hat die Band nicht viel mit Black Metal zu tun, stattdessen sei sie jenseits jeder Kategorisierung. MusicMight hingegen sieht die Klänge im Black-Metal-Bereich verortet. Sonderkrig beschrieb die Texte als „depressiv und visionär“. Eide gab dazu an, er sei an der Grenze seiner geistigen Gesundheit gewesen und glaube nicht, er könne solche Texte heutzutage erneut schreiben; seine neuen Texte seien eher Reflexionen und Beobachtungen als visionäre und depressive Texte, aber die Dunkelheit werde immer durch sie hindurchscheinen. Er könne aber nicht zu seiner Denkweise von 1994/1995 zurückkehren; er müsse sich erlauben, gesund zu bleiben, und könne andernfalls als Musiker oder Person nicht funktionieren.

## Diskografie
- 1994: Those Who Caress the Pale (Demo)
- 1995: Written in Waters